# NASCAR Grand National Series 1956
Sezon 1956 w wyścigach NASCAR rozpoczął się 13 listopada 1955 a zakończył 18 listopada 1956. Zwyciężył Buck Baker, który zdobył 9272 punktów w klasyfikacji generalnej (zwyciężał 14-krotnie).

## Kalendarz i wyniki
| #  | Data            | Nazwa wyścigu     | Tor                             |                  |                  |                  |
| 1  | 13 listopada    | Wyścig 1          | Hickory Motor Speedway          | Tim Flock        | Curtis Turner    | Lee Petty        |
| 2  | 20 listopada    | Wyścig 2          | Charlotte Speedway              | Fonty Flock      | Tim Flock        | Lee Petty        |
| 3  | 20 listopada    | Wyścig 3          | Willow Springs Speedway         | Chuck Stevenson  | Marvin Panch     | Johnny Mantz     |
| 4  | 11 grudnia      | Wyścig 4          | Palm Beach Speedway             | Herb Thomas      | Al Keller        | Billy Myers      |
| 5  | 22 stycznia     | Wyścig 5          | Arizona State Fairgrounds       | Buck Baker       | Frank Mundy      | Tim Flock        |
| 6  | 26 lutego       | Wyścig 6          | Daytona Beach & Road Course     | Tim Flock        | Billy Myers      | Ralph Moody      |
| 7  | 4 marca         | Wyścig 7          | Palm Beach Speedway             | Billy Myers      | Buck Baker       | Herb Thomas      |
| 8  | 18 marca        | Wyścig 8          | Wilson Speedway                 | Herb Thomas      | Buck Baker       | Tim Flock        |
| 9  | 25 marca        | Wyścig 9          | Lakewood Speedway               | Buck Baker       | Speedy Thompson  | Herb Thomas      |
| 10 | 8 kwietnia      | Wilkes County 160 | North Wilkesboro Speedway       | Tim Flock        | Billy Myers      | Jim Paschal      |
| 11 | 22 kwietnia     | Wyścig 11         | Langhorne Speedway              | Buck Baker       | Herb Thomas      | Tim Flock        |
| 12 | 29 kwietnia     | Richmond 200      | Richmond International Raceway  | Buck Baker       | Herb Thomas      | Speedy Thompson  |
| 13 | 5 maja          | Arclite 100       | Columbia Speedway               | Speedy Thompson  | Buck Baker       | Joe Weatherly    |
| 14 | 6 maja          | Wyścig 14         | Concord Speedway                | Speedy Thompson  | Buck Baker       | Herb Thomas      |
| 15 | 10 maja         | Wyścig 15         | Greenville-Pickens Speedway     | Buck Baker       | Curtis Turner    | Joe Eubanks      |
| 16 | 12 maja         | Wyścig 16         | Hickory Motor Speedway          | Speedy Thompson  | Billy Myers      | Buck Baker       |
| 17 | 13 maja         | Wyścig 17         | Occoneechee Speedway            | Buck Baker       | Speedy Thompson  | Lee Petty        |
| 18 | 20 maja         | Virginia 500      | Martinsville Speedway           | Buck Baker       | Speedy Thompson  | Lee Petty        |
| 19 | 25 maja         | Wyścig 19         | Lincoln Speedway                | Buck Baker       | Jim Paschal      | Lee Petty        |
| 20 | 27 maja         | Wyścig 20         | Charlotte Speedway              | Speedy Thompson  | Junior Johnson   | Buck Baker       |
| 21 | 27 maja         | Wyścig 21         | Portland Speedway               | Herb Thomas      | John Kieper      | Clyde Palmer     |
| 22 | 30 maja         | Wyścig 22         | Eureka Speedway                 | Herb Thomas      | Gordon Haines    | Lloyd Dane       |
| 23 | 30 maja         | Wyścig 23         | New York State Fairgrounds      | Buck Baker       | Jim Paschal      | Jim Reed         |
| 24 | 3 czerwca       | Wyścig 24         | Merced Fairgrounds              | Herb Thomas      | Harold Hardesty  | Jim Graham       |
| 25 | 10 czerwca      | Wyścig 25         | Memphis-Arkansas Speedway       | Ralph Moody      | Jim Paschal      | Pat Kirkwood     |
| 26 | 15 czerwca      | Wyścig 26         | Southern States Fairgrounds     | Speedy Thompson  | Curtis Turner    | Lee Petty        |
| 27 | 22 czerwca      | Wyścig 27         | Monroe County Fairgrounds       | Speedy Thompson  | Jim Paschal      | Herb Thomas      |
| 28 | 24 czerwca      | Wyścig 28         | Portland Speedway               | John Kieper      | Clyde Palmer     | Lou Sherman      |
| 29 | 1 lipca         | Wyścig 29         | Asheville-Weaverville Speedway  | Lee Petty        | Jim Paschal      | Joe Eubanks      |
| 30 | 4 lipca         | Raleigh 250       | Raleigh Speedway                | Fireball Roberts | Speedy Thompson  | Frank Mundy      |
| 31 | 7 lipca         | Wyścig 31         | Piedmont Interstate Fairgrounds | Lee Petty        | Fireball Roberts | Marvin Panch     |
| 32 | 8 lipca         | Wyścig 32         | California State Fairgrounds    | Lloyd Dane       | Chuck Meekins    | John Kieper      |
| 33 | 21 lipca        | Wyścig 33         | Soldier Field                   | Fireball Roberts | Jim Paschal      | Ralph Moody      |
| 34 | 27 lipca        | Wyścig 34         | Cleveland County Fairgrounds    | Speedy Thompson  | Ralph Moody      | Billy Myers      |
| 35 | 29 lipca        | Wyścig 35         | Montgomery Speedway             | Marvin Panch     | Buck Baker       | Bill Amick       |
| 36 | 3 sierpnia      | Wyścig 36         | Oklahoma State Fairgrounds      | Jim Paschal      | Ralph Moody      | Fireball Roberts |
| 37 | 12 sierpnia     | Wyścig 37         | Road America                    | Tim Flock        | Billy Myers      | Fireball Roberts |
| 38 | 17 sierpnia     | Wyścig 38         | Old Bridge Stadium              | Ralph Moody      | Jim Reed         | Billy Myers      |
| 39 | 19 sierpnia     | Wyścig 39         | Bay Meadows Speedway            | Eddie Pagan      | Parnelli Jones   | Chuck Meekins    |
| 40 | 22 sierpnia     | Wyścig 40         | Norfolk Speedway                | Billy Myers      | Jim Paschal      | Rex White        |
| 41 | 23 sierpnia     | Wyścig 41         | Piedmont Interstate Fairgrounds | Ralph Moody      | Jim Paschal      | Rex White        |
| 42 | 25 sierpnia     | Wyścig 42         | Coastal Speedway                | Fireball Roberts | Billy Myers      | Jim Paschal      |
| 43 | 26 sierpnia     | Wyścig 43         | Portland Speedway               | Royce Haggerty   | Clyde Palmer     | Curley Barker    |
| 44 | 3 września      | Southern 500      | Darlington Raceway              | Curtis Turner    | Speedy Thompson  | Marvin Panch     |
| 45 | 9 września      | Wyścig 45         | Chisholm Speedway               | Buck Baker       | Ralph Moody      | Marvin Panch     |
| 46 | 12 września     | Wyścig 46         | Southern States Fairgrounds     | Ralph Moody      | Billy Myers      | Joe Eubanks      |
| 47 | 23 września     | Wyścig 47         | Langhorne Speedway              | Paul Goldsmith   | Lee Petty        | Speedy Thompson  |
| 48 | 23 września     | Wyścig 48         | Portland Speedway               | Lloyd Dane       | Eddie Pagan      | Curley Barker    |
| 49 | 29 września     | Wyścig 49         | Columbia Speedway               | Buck Baker       | Ralph Moody      | Speedy Thompson  |
| 50 | 30 września     | Wyścig 50         | Occoneechee Speedway            | Fireball Roberts | Buck Baker       | Speedy Thompson  |
| 51 | 7 października  | Wyścig 51         | Newport Speedway                | Fireball Roberts | Buck Baker       | Bill Amick       |
| 52 | 17 października | Wyścig 52         | Charlotte Speedway              | Buck Baker       | Ralph Moody      | Marvin Panch     |
| 53 | 23 października | Wyścig 53         | Cleveland County Fairgrounds    | Buck Baker       | Bill Amick       | Marvin Panch     |
| 54 | 28 października | Old Dominion 400  | Martinsville Speedway           | Jack Smith       | Marvin Panch     | Bill Amick       |
| 55 | 11 listopada    | Buddy Shuman 250  | Hickory Motor Speedway          | Speedy Thompson  | Ralph Earnhardt  | Buck Baker       |
| 56 | 18 listopada    | Wyścig 56         | Wilson Speedway                 | Buck Baker       | Joe Weatherly    | Speedy Thompson  |

## Klasyfikacja końcowa – najlepsza 10
| Poz. | Kierowca         | Pkt  |
| ---- | ---------------- | ---- |
|      | Buck Baker       | 9272 |
|      | Herb Thomas      | 8568 |
|      | Speedy Thompson  | 8328 |
| 4    | Lee Petty        | 8324 |
| 5    | Jim Paschal      | 7878 |
| 6    | Billy Myers      | 6920 |
| 7    | Fireball Roberts | 5794 |
| 8    | Ralph Moody      | 5548 |
| 9    | Tim Flock        | 5062 |
| 10   | Marvin Panch     | 4680 |